# Hietasaari
Hietasaari (en français : Hietasaaren kaupunginosa) est un  quartier du district de Tuira de la ville d'Oulu en Finlande.

## Description
L'île de Hietasaari forme la partie méridionale du quartier de Hietasaari et l'île de Mustaaari sa partie septentrionale. 
Le quartier compte 79 habitants (31.12.2018).

## Galerie

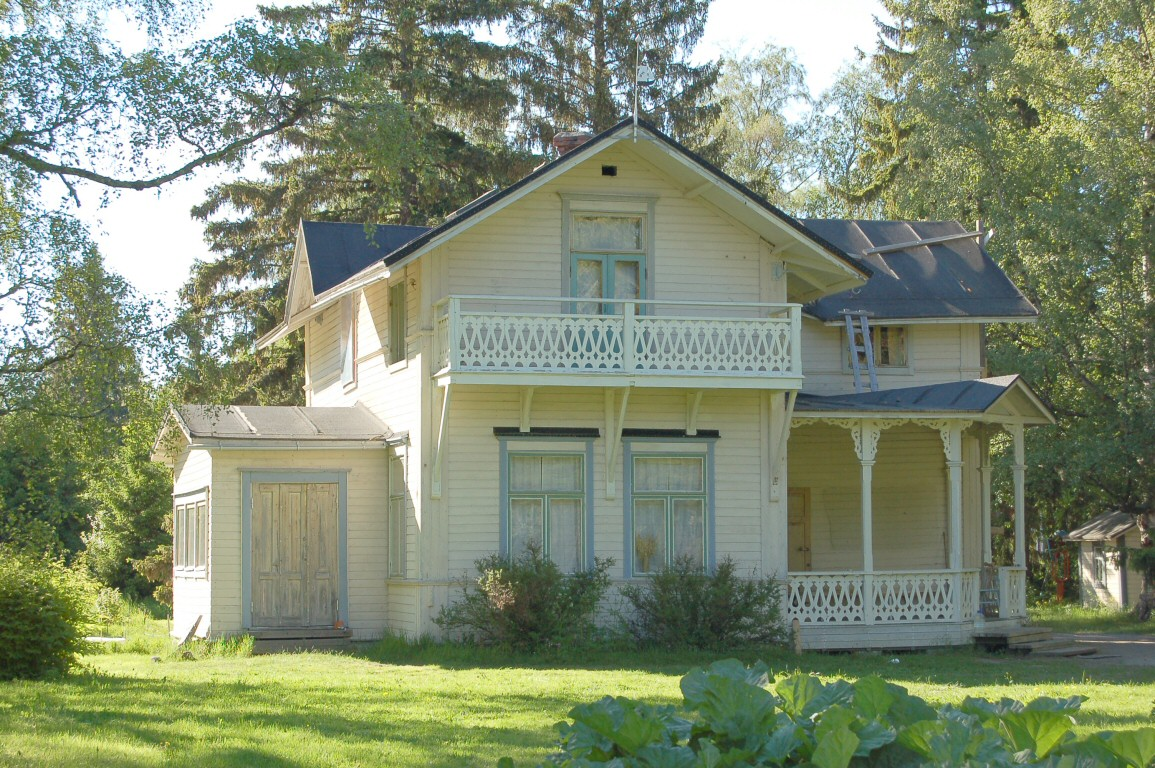
Villa Pukkila.
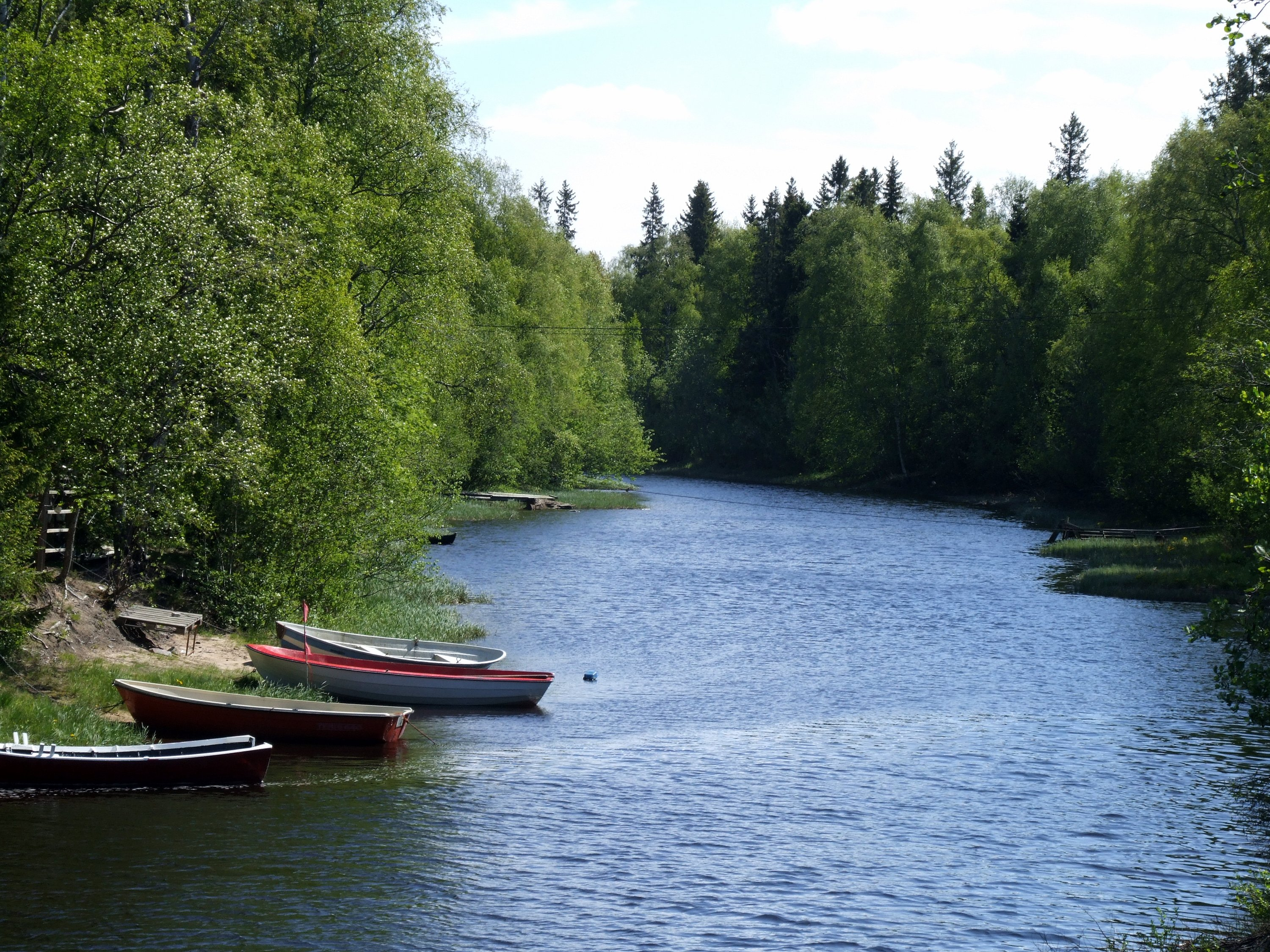
Mustasalmi.
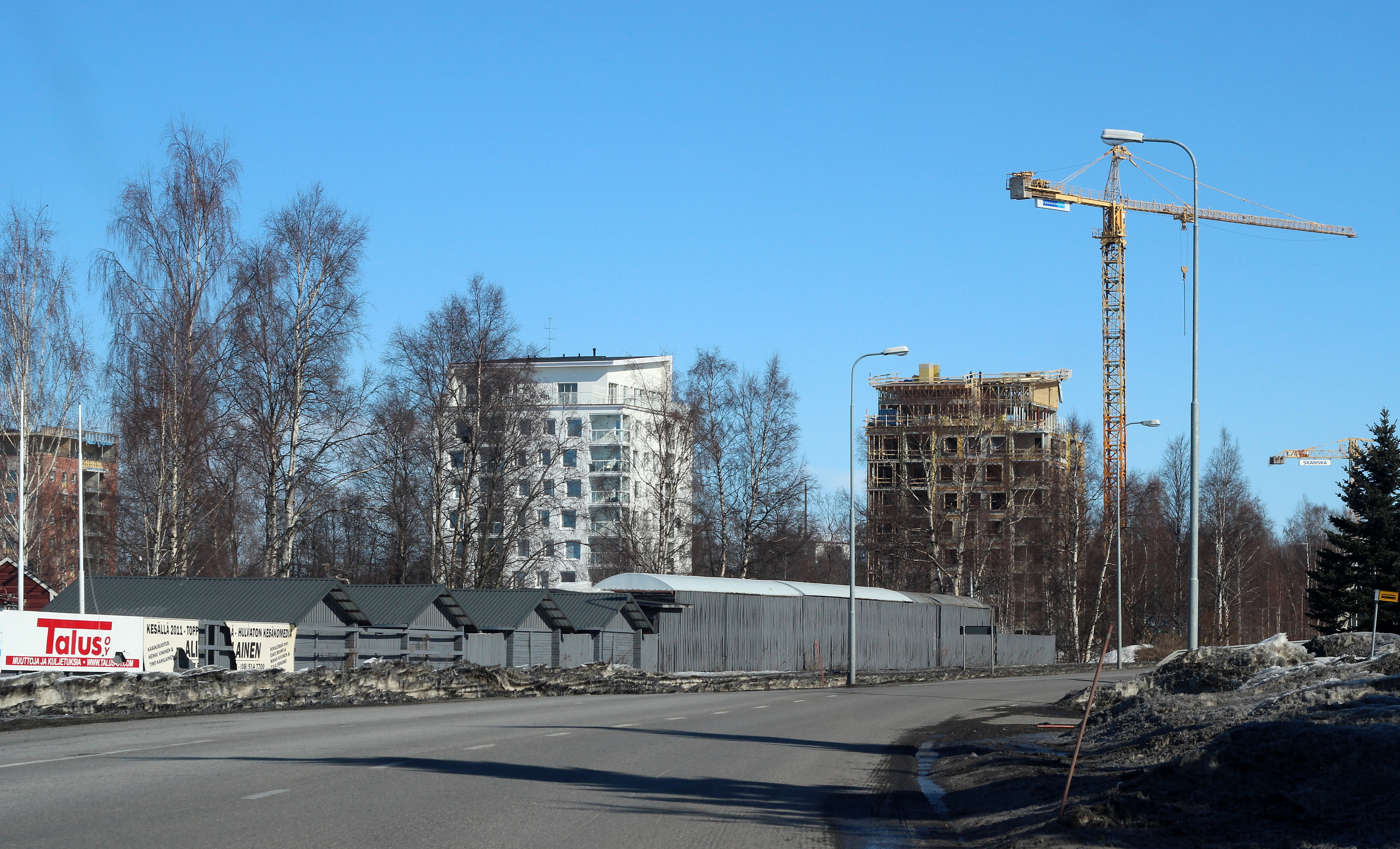
Hietasaarentie.
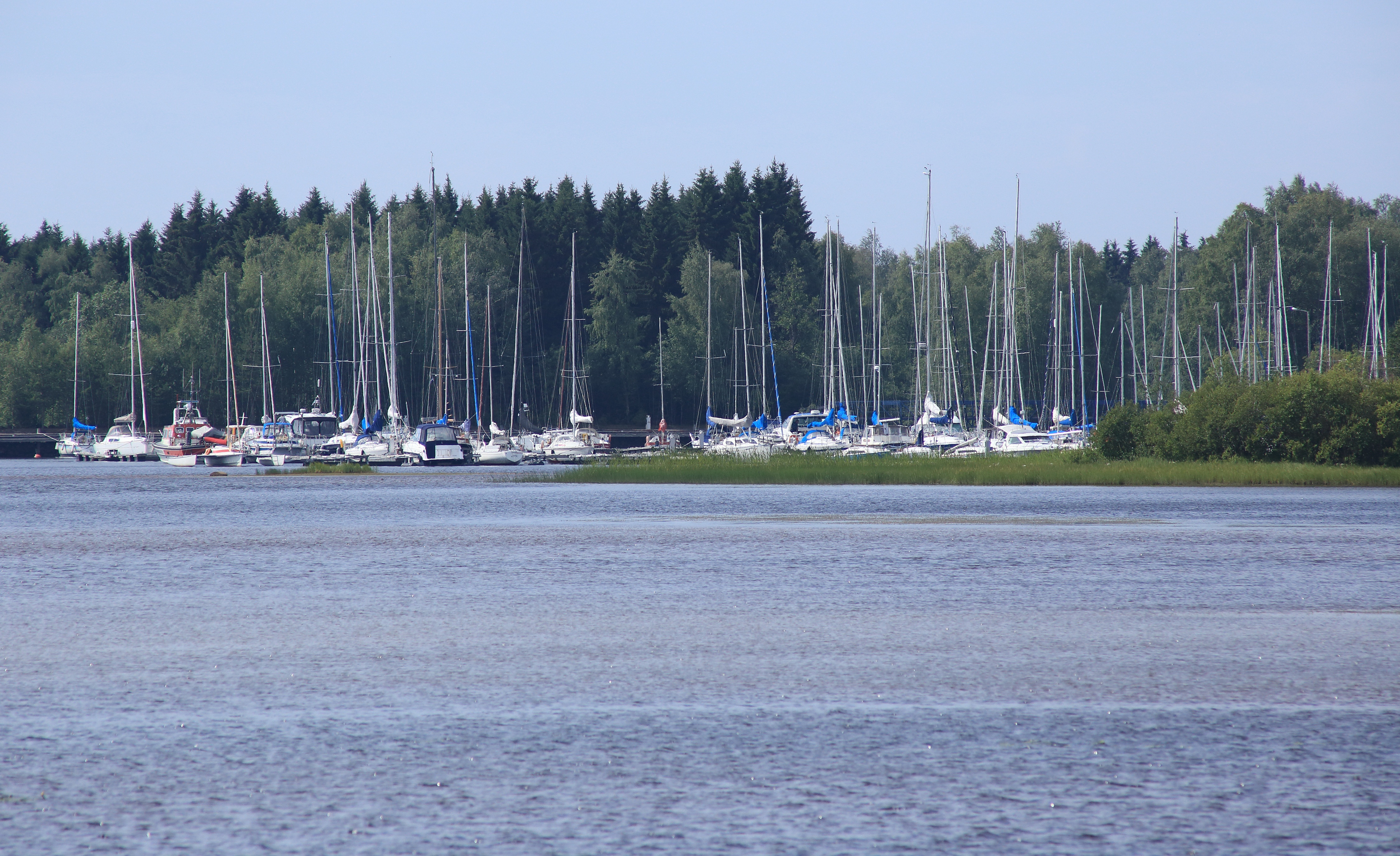
Marina de Hietasaari.
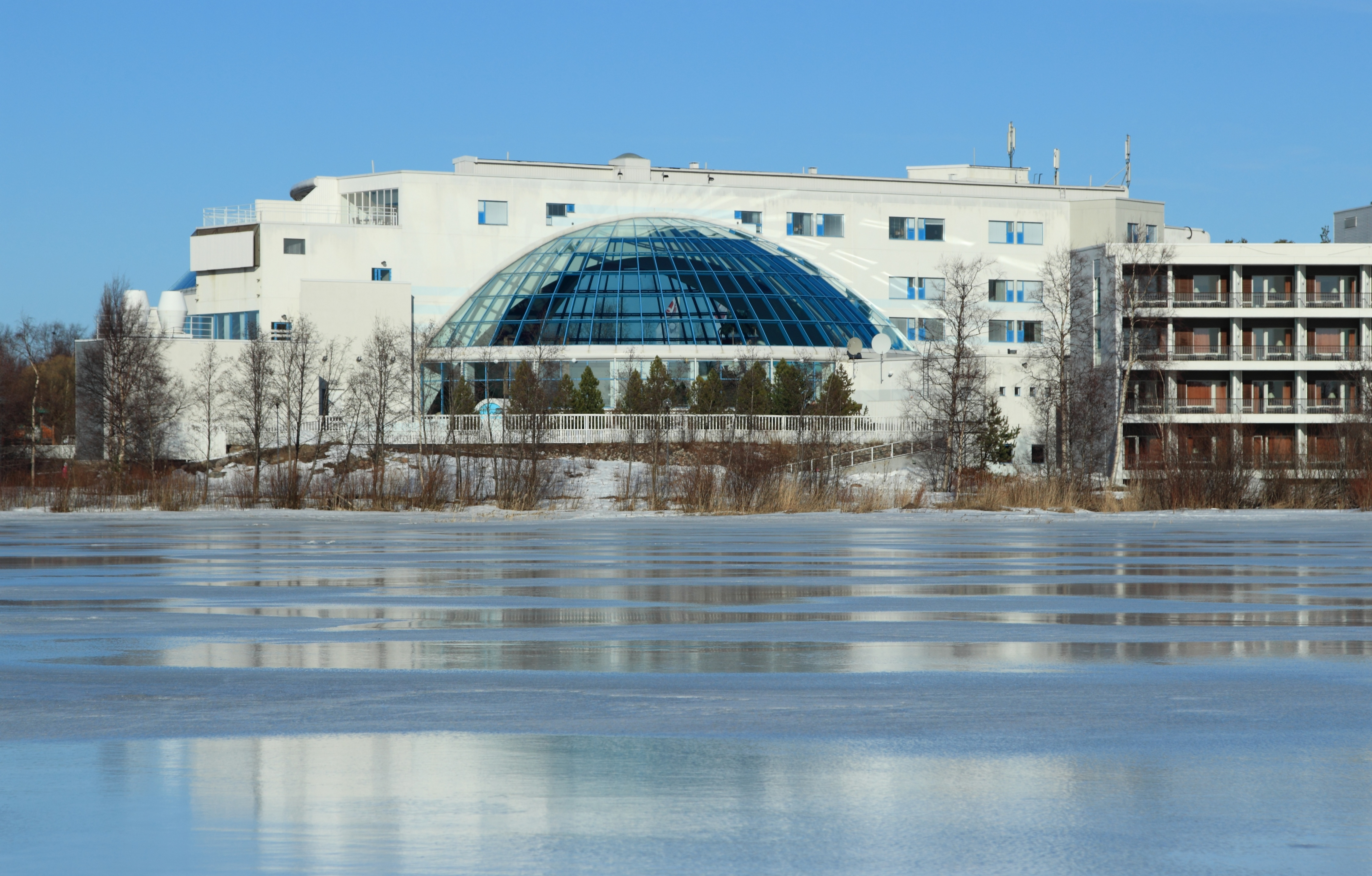
Hôtel d'hydrothérapie Eden.